# Шаяхметов, Владислав Наильевич
Владислав Наильевич Шаяхметов (род. 25 августа 1981, Ревда, Свердловская область) — российский футболист, игрок в мини-футбол и футбол в залах; тренер.

## Биография
Шаяхметов начинал карьеру в футбольном клубе «Уралмаш» из Екатеринбурга, затем был арендован нижнетагильским «Уральцем». После сезона-2001, в котором он сыграл 15 матчей и забил 7 мячей, Владислав принял решение перейти в мини-футбол, ответив согласием на предложение екатеринбургского «ВИЗ-Синары». Уверенная игра на протяжении нескольких сезонов сделала его одним из лидеров «визовцев», а затем и сборной России по мини-футболу. С клубом он стал обладателем Кубка России в 2007 году и Кубка УЕФА по мини-футболу в 2008 году, а со сборной дважды становился призёром чемпионата Европы по мини-футболу.
В июле 2008 года последовала сенсационная новость о переходе Шаяхметова в московский «Динамо», главного соперника «ВИЗ-Синары» последних лет. На чемпионат мира по мини-футболу 2008 Владислав поехал уже в качестве игрока московской команды и помог сборной дойти до полуфинала.
В сезоне 2011/12 стал финалистом Кубка УЕФА и чемпионом России с клубом «Динамо» Москва. Летом 2013 года вернулся в «Синару», однако провёл в составе клуба всего один сезон и в 2014 году перешёл в «Газпром-Югру», с которой Шаяхметов выиграл два чемпионства страны, три Кубка России и свой второй Кубок УЕФА.
В 2019 году подписал контракт с «Норильским никелем», с которым выиграл свой девятый Кубок России и где играл до окончания профессиональной карьеры в 2022 году.
С 2023 года является играющим тренером МФК «Столица», выступающего в Суперлиге Чемпионата Москвы по мини-футболу (НМЛ) и Чемпионате Московской области, а также в Чемпионате России по футболу в залах.

## Достижения
- Обладатель Кубка УЕФА по мини-футболу (2): 2007/08, 2015/16
- Чемпион России по мини-футболу (5): 2010/11, 2011/12, 2012/13, 2014/15, 2017/18
- Обладатель Кубка России по мини-футболу (9): 2006/07, 2008/09, 2009/10, 2010/11, 2012/13, 2015/16, 2017/18, 2018/19, 2019/20
- Серебряный призёр Чемпионата мира по мини-футболу: 2016
- Полуфиналист Чемпионата мира по мини-футболу: 2008
- Серебряный призёр Чемпионата Европы по мини-футболу (3): 2005, 2014, 2016
- Бронзовый призёр Чемпионата Европы по мини-футболу: 2007
- Победитель студенческого чемпионата мира по мини-футболу: 2006
- Чемпион России по футболу в залах (ОФФЗ): 2024/25
- Обладатель Кубка России по футболу в залах (ОФФЗ): 2024/25

Личные:
- Лучший игрок мира в мини-футбол: 2007
- Лучший игрок чемпионата России (3): 2006/07, 2007/08, 2008/09
- Лучший нападающий чемпионата России (2): 2004/05, 2005/06